# Železniční most ve Visle
Železniční most ve Visle (polsky: Most kolejowy w Wiśle) je železobetonový obloukový most nad údolím Łabajów ve Visle, okres Těšín, Slezské vojvodství v Polsku. Pod mostem vede silnice do osady Łabajów a teče potok Łabajów.

## Popis
Most se nachází na horské železnici č. 191 vedoucí z Goleszowa do Visly Głębců, byl postaven v letech 1931–1933. Projekt vypracoval ing. Stanislav Saski a Tadeusz Mejer. Postavila jej stavební firma Ksawera Goryanowicze. Délka mostu je 121,82 m, vysoký je 25,60 m, má sedm oblouků, rozpětí oblouku 200 m.